# Marzo merideño
Marzo merideño también llamado Meridazo o Revuelta de Mérida es el nombre con el que se le conoce a una serie de disturbios civiles iniciados el 13 de marzo de 1987 en la ciudad de Mérida a raíz del asesinato del estudiante universitario Luis Carvallo Cantor.

## Hechos
Luis Ramón Carballo Cantor, era un dirigente estudiantil de Acción Democrática que acababa de culminar sus estudios de Ingeniería en la Universidad de Los Andes, cuando durante su caravana de graduación el abogado Benardino Navas (Dirigente copeyano que se desempeñaba como vicepresidente de la Asociación de Ganaderos de Altura) le disparó en el jardín de su casa tras una discusión iniciada debido a que Cantor estaba orinando en una esquina de su casa, sus compañeros lo trasladaron al hospital en donde Cantor falleció, esto originó protestas por parte de sus compañeros. Al conocerse la noticia del asesinato de Luis Carvallo Cantor, se inició una revuelta en repudio al hecho, en la cual la casa de Benardino Navas es saqueada e incendiada al igual que su vehículo, después inició el saqueo de comercios, bancos y la destrucción e incendio de la sede de Acción Democrática en Mérida.
Los organismos policiales no lograron controlar la situación, por lo que la Guardia Nacional y el Ejército Venezolano tuvieron que intervenir. Durante el entierro de Luis Carvallo Cantor los manifestantes intentaron asaltar 2 puestos policiales. La fracción de Estudiantes de Acción Democrática  declaró 8 días de duelo.
El gobernador de Mérida Carlos Consalvi Bottaro llamó a la calma mientras el presidente Jaime Lusinchi declaró un toque de queda y militarizó la ciudad declarándola en Estado de Sitio. Las instalaciones de la Universidad de los Andes cuyo rector era Pedro Rincón Gutiérrez fueron ocupadas por las fuerzas policiales y militares. Las protestas se extendieron durante cinco días y las casas de los dirigentes de la protesta, fueron allanadas.
Al conocerse los acontecimientos en Mérida hubo protestas estudiantiles en menor escala en Caracas, Maracay, Barquisimeto, Maracaibo, Cumaná, Barcelona y La Victoria. Esto ocasiono que la Universidad Central de Venezuela también fuera allanada por la policía. Las manifestaciones dejaron un saldo de un muerto, 70 heridos y varios estudiantes detenidos.

## Reacciones
Para el Rector de la Universidad Central de Venezuela, Edmundo Chirinos las protestas de Mérida eran una “manifestación colectiva del cansancio de las clases desposeídas y de la inconformidad con la dirigencia política”. Por su parte el gobierno de Jaime Lusinchi calificó la protesta como una “conspiración contra el Estado orquestada por la dictadura cubana de Fidel Castro" mientras políticos como Gumersindo Rodríguez justificaban el accionar del gobierno. Otros políticos como Carlos Andrés Pérez, Teodoro Petkoff o Pompeyo Márquez consideraban que los hechos ocurrieron debido al malestar social y económico.

## Consecuencias
Las protestas de marzo de 1987 en Mérida resultaron en 2 millones de dólares en daños y el arresto de 180 personas, que fueron transportadas para ser encarceladas en la prisión de El Dorado. Bernardino Navas fue condenado a cuatro años de prisión por el asesinato de Luis Carvallo Cantor. Un acuerdo firmado por el ministerio de Relaciones Interiores José Ángel Ciliberto y dirigentes estudiantiles propició la liberación de los detenidos y el retiro de las fuerzas de seguridad del Estado de Mérida.
El 2 de abril de 1987 25.000 personas manifestaron en Caracas por la defensa de los derechos democráticos y contra la represión. La marcha fue encabezada por Edmundo Chirinos, Luis Fuenmayor Toro y José Vicente Rangel. El mismo día, otra marcha en Barquisimeto finalizó con el apedreamiento contra las fachadas del Palacio Municipal y de la Gobernación del Estado Lara. En las semanas siguientes se sucedieron protestas y huelgas estudiantiles que culminaron con un nuevo allanamiento a la Universidad Central de Venezuela y a la Universidad del Zulia mientras José Ángel Ciliberto presentaba pruebas de que el grupo Bandera Roja estaba infiltrado en la protestas, estas manifestaciones provocaron la muerte de otro estudiante llamado Jonhy Villareal.

## Legado
A raíz de este acontecimiento se fundó en la Universidad de Los Andes el Movimiento 13 de marzo. Los acontecimientos ocurridos en Mérida en 1987 algunos lo consideran un antecedente de lo que sería el Caracazo de 1989. Los restos de la vivienda de Benardino Navas, permanecieron por años como un “Monumento” conmemorativo a este hecho.